# Voleibol als Jocs Olímpics d'estiu de 1988
Als Jocs Olímpics d'Estiu de 1988 celebrats a la ciutat de Seül (Corea del Sud) es disputaren dues proves de voleibol, una en categoria masculina i una altra en categoria femenina. La competició tingué lloc entre els dies 17 de setembre i 2 d'octubre de 1988 al Palau d'Esport de Saemaul i el Gimnàs de la Universitat Hanyang.

## Comitès participants
Hi participaren un total de 239 jugadors, entre ells 144 homes i 95 dones, de 15 comitès nacionals diferents:
| Categoria masculina - Argentina - Bulgària - Brasil - Corea del Sud - Estats Units - França - Itàlia - Japó - Països Baixos - Suècia - Tunísia - Unió Soviètica | Categoria femenina - Brasil - Corea del Sud - Estats Units - Japó - Perú - RDA - Unió Soviètica - R.P. de la Xina |

## Resum de medalles
| Prova                       | Or | Argent | Bronze |
| Categoria masculina Detalls | Estats Units Craig Buck · Bob Ctvrtlik · Scott Fortune · Karch Kiraly · Ricci Luyties · Douglas Partie · Jon Root · Eric Sato · Dave Saunders · Jeff Stork · Troy Tanner · Steve Timmons                                                    | Unió Soviètica Yuri Panchenko · Andrei Kuznetsov · Viacheslav Zaitsev · Igor Runov · Vladimir Shkurikhin · Yevgeni Krasilnikov · Raimundas Vilde · Valeri Losev · Yuri Sapega · Aleksandr Sorokolet · Yaroslav Antónov · Yuri Cherednik | Argentina Daniel Castellani · Daniel Colla · Hugo Conte · Juan Cuminetti · Esteban de Palma · Alejandro Diz · Waldo Kantor · Esteban Martínez · Raúl Quiroga · Javier Weber · Claudio Zulianello · Jon Uriarte |
| Categoria femenina Detalls  | Unió Soviètica Valentina Ogienko · Elena Volkova · Marina Kumysh · Irina Smirnova · Tatyana Sidorenko · Irina Perkhomchuk · Tatyana Krainova · Olga Shkurnova · Marina Nikulina · Elena Ovchinnikova · Olga Krivosheeva · Svetlana Korytova | Perú Luisa Cervera · Alejandra de la Guerra · Denisse Fajardo · Miriam Gallardo · Rosa García · Sonia Heredia · Katherine Horny · Natalia Málaga · Gabriela Pérez · Cecilia Tait · Gina Torrealva · Cenaida Uribe                       | R.P. de la Xina Li Guojun · Zhao Hong · Hou Yuzhu · Ya-Jun Wang · Xi-Lan Yang · Huijuan Su · Jiang Ying · Yong-Mei Cui · Yang Xiaojun · Mei-Zhu Zheng · Wu Dan · Li Yueming                                    |

## Medaller
| Posició | País            | Or | Argent | Bronze | Total |
| 1       | Unió Soviètica  | 1  | 1      | 0      | 2     |
| 2       | Estats Units    | 1  | 0      | 0      | 1     |
| 3       | Perú            | 0  | 1      | 0      | 1     |
| 4       | Argentina       | 0  | 0      | 1      | 1     |
| 4       | R.P. de la Xina | 0  | 0      | 1      | 1     |